# 武力攻撃事態等及び存立危機事態における我が国の平和と独立並びに国及び国民の安全の確保に関する法律
武力攻撃事態等及び存立危機事態における我が国の平和と独立並びに国及び国民の安全の確保に関する法律（ぶりょくこうげきじたいおよびそんりつききじたいにおけるわがくにのへいわとどくりつならびにくにおよびこくみんのあんぜんのかくほにかんするほうりつ、平成15年6月13日法律第79号）は、外国の武装勢力やそれに準じるテロ組織が日本を攻撃した場合に、日本が民間人を保護、緊急の避難をさせ、武力攻撃に対抗し武装勢力を排除し、速やかに事態を終結させることや、存立危機事態（日本と密接な関係にある他国が襲われ、日本の存立が脅かされることその他の所定条件を満たす事態）への措置に関する日本の法律である。事態対処法などと略す。
この法律はいわゆる「有事法制」の基本法である。2003年（平成15年）6月13日に公布された。
朝鮮民主主義人民共和国のミサイル、核兵器開発問題、不審船による領海侵犯、アメリカ同時多発テロ事件、イラク戦争等の危機に対処するために、長年タブー視されてきた有事立法が2003年に成立した。国会採決においては、与党の自民党・公明党に加えて、野党の民主党も賛成に投じた。
存立危機事態への措置については法改正により追加された。

## 内容
以下に、法の基本的な核心部分を引用する。

### 第一条（目的）
この法律は、武力攻撃事態等（武力攻撃事態及び武力攻撃予測事態をいう。以下同じ。）及び存立危機事態への対処について、基本理念、国、地方公共団体等の責務、国民の協力その他の基本となる事項を定めることにより、武力攻撃事態等及び存立危機事態への対処のための態勢を整備し、併せて武力攻撃事態等及び存立危機事態への対処に関して必要となる法制の整備に関する事項を定め、もって我が国の平和と独立並びに国及び国民の安全の確保に資することを目的とする。

### 第二条　定義
この法律において、次の各号に掲げる用語の意義は、それぞれ当該各号に定めるところによる。
- 一　武力攻撃　我が国に対する外部からの武力攻撃をいう。
- 二　武力攻撃事態　武力攻撃が発生した事態又は武力攻撃が発生する明白な危険が切迫していると認められるに至った事態をいう。
- 三　武力攻撃予測事態　武力攻撃事態には至っていないが、事態が緊迫し、武力攻撃が予測されるに至った事態をいう。
- 四　存立危機事態　我が国と密接な関係にある他国に対する武力攻撃が発生し、これにより我が国の存立が脅かされ、国民の生命、自由及び幸福追求の権利が根底から覆される明白な危険がある事態をいう。
- 五　指定行政機関　次に掲げる機関で政令で定めるものをいう。
  - イ　内閣府、宮内庁並びに内閣府設置法（平成十一年法律第八十九号）第四十九条第一項及び第二項に規定する機関並びに国家行政組織法（昭和二十三年法律第百二十号）第三条第二項に規定する機関
  - ロ　内閣府設置法第三十七条及び第五十四条並びに宮内庁法（昭和二十二年法律第七十号）第十六条第一項並びに国家行政組織法第八条に規定する機関
  - ハ　内閣府設置法第三十九条及び第五十五条並びに宮内庁法第十六条第二項並びに国家行政組織法第八条の二に規定する機関
  - ニ　内閣府設置法第四十条及び第五十六条並びに国家行政組織法第八条の三に規定する機関
- 六　指定地方行政機関　指定行政機関の地方支分部局（内閣府設置法第四十三条及び第五十七条（宮内庁法第十八条第一項において準用する場合を含む。）並びに宮内庁法第十七条第一項並びに国家行政組織法第九条の地方支分部局をいう。）その他の国の地方行政機関で、政令で定めるものをいう。
- 七　指定公共機関　独立行政法人（独立行政法人通則法（平成十一年法律第百三号）第二条第一項に規定する独立行政法人をいう。）、日本銀行、日本赤十字社、日本放送協会その他の公共的機関及び電気、ガス、輸送、通信その他の公益的事業を営む法人で、政令で定めるものをいう。
- 八　対処措置　第九条第一項の対処基本方針が定められてから廃止されるまでの間に、指定行政機関、地方公共団体又は指定公共機関が法律の規定に基づいて実施する次に掲げる措置をいう。
  - イ　武力攻撃事態等を終結させるためにその推移に応じて実施する次に掲げる措置
    - （1）　武力攻撃を排除するために必要な自衛隊が実施する武力の行使、部隊等の展開その他の行動
    - （2）　（1）に掲げる自衛隊の行動及びアメリカ合衆国の軍隊が実施する日本国とアメリカ合衆国との間の相互協力及び安全保障条約（以下「日米安保条約」という。）に従って武力攻撃を排除するために必要な行動が円滑かつ効果的に行われるために実施する物品、施設又は役務の提供その他の措置
    - （3）　（1）及び（2）に掲げるもののほか、外交上の措置その他の措置

  - ロ　武力攻撃から国民の生命、身体及び財産を保護するため、又は武力攻撃が国民生活及び国民経済に影響を及ぼす場合において当該影響が最小となるようにするために武力攻撃事態等の推移に応じて実施する次に掲げる措置
    - （1）警報の発令、避難の指示、被災者の救助、施設及び設備の応急の復旧その他の措置
    - （2）生活関連物資等の価格安定、配分その他の措置

  - ハ　存立危機事態を終結させるためにその推移に応じて実施する次に掲げる措置
    - （1）　我が国と密接な関係にある他国に対する武力攻撃であって、これにより我が国の存立が脅かされ、国民の生命、自由及び幸福追求の権利が根底から覆される明白な危険があるもの（以下「存立危機武力攻撃」という。）を排除するために必要な自衛隊が実施する武力の行使、部隊等の展開その他の行動
    - （2）　（1）に掲げる自衛隊の行動及び外国の軍隊が実施する自衛隊と協力して存立危機武力攻撃を排除するために必要な行動が円滑かつ効果的に行われるために実施する物品、施設又は役務の提供その他の措置
    - （3）　（1）及び（2）に掲げるもののほか、外交上の措置その他の措置

  - ニ　存立危機武力攻撃による深刻かつ重大な影響から国民の生命、身体及び財産を保護するため、又は存立危機武力攻撃が国民生活及び国民経済に影響を及ぼす場合において当該影響が最小となるようにするために存立危機事態の推移に応じて実施する公共的な施設の保安の確保、生活関連物資等の安定供給その他の措置

### 第三条（武力攻撃事態等及び存立危機事態への対処に関する基本理念）
- 武力攻撃事態等への対処においては、国、地方公共団体及び指定公共機関が、国民の協力を得つつ、相互に連携協力し、万全の措置が講じられなければならない。
- 武力攻撃予測事態においては、武力攻撃の発生が回避されるようにしなければならない。
- 武力攻撃事態においては、武力攻撃の発生に備えるとともに、武力攻撃が発生した場合には、これを排除しつつ、その速やかな終結を図らなければならない。ただし、武力攻撃が発生した場合においてこれを排除するに当たっては、武力の行使は、事態に応じ合理的に必要と判断される限度においてなされなければならない。
- 存立危機事態においては、存立危機武力攻撃を排除しつつ、その速やかな終結を図らなければならない。ただし、存立危機武力攻撃を排除するに当たっては、武力の行使は、事態に応じ合理的に必要と判断される限度においてなされなければならない。
- 武力攻撃事態等及び存立危機事態への対処においては、日本国憲法の保障する国民の自由と権利が尊重されなければならず、これに制限が加えられる場合にあっても、その制限は当該武力攻撃事態等に対処するため必要最小限のものに限られ、かつ、公正かつ適正な手続の下に行われなければならない。この場合において、日本国憲法第十四条、第十八条、第十九条、第二十一条その他の基本的人権に関する規定は、最大限に尊重されなければならない。
- 武力攻撃事態等及び存立危機事態においては、当該武力攻撃事態等及びこれへの対処に関する状況について、適時に、かつ、適切な方法で国民に明らかにされるようにしなければならない。
- 武力攻撃事態等及び存立危機事態への対処においては、日米安保条約に基づいてアメリカ合衆国と緊密に協力しつつ、国際連合を始めとする国際社会の理解及び協調的行動が得られるようにしなければならない。

～以下内容略～

## 指定公共機関

### 災害研究機関
- 海上・港湾・航空技術研究所
- 建築研究所
- 産業技術総合研究所
- 情報処理推進機構
- 情報通信研究機構
- 森林総合研究所
- 水産研究・教育機構
- 土木研究所
- 日本原子力研究開発機構
- 農業・食品産業技術総合研究機構
- 量子科学技術研究開発機構

### 医療事業者
- 日本赤十字社
- 国立病院機構

### 公共的施設管理者
- 水資源機構
- 日本高速道路保有・債務返済機構
- 道路会社
  - NEXCO
    - 東日本高速道路（NEXCO東日本）
    - 中日本高速道路（NEXCO中日本）
    - 西日本高速道路（NEXCO西日本）

  - 本州四国連絡高速道路（JB本四高速）
  - 都市高速道路管理・運営会社
    - 首都高速道路
    - 阪神高速道路
- 空港会社
  - 成田国際空港
  - 新関西国際空港
  - 中部国際空港

### 電気事業者
- 北海道電力
  - 北海道電力ネットワーク
- 東北電力
  - 東北電力ネットワーク
- 東京電力ホールディングス
  - 東京電力リニューアブルパワー
  - 東京電力パワーグリッド
  - 東京電力エナジーパートナー
- 北陸電力
  - 北陸電力送配電
- 中部電力
  - 中部電力パワーグリッド
  - 中部電力ミライズ
- 関西電力
  - 関西電力送配電
- 中国電力
  - 中国電力ネットワーク
- 四国電力
  - 四国電力送配電
- 九州電力
  - 九州電力送配電
- 沖縄電力
- JERA
- 電源開発（J-POWER）
  - 電源開発送変電ネットワーク（J-POWER送変電）
- 日本原子力発電

### ガス事業者
- 東京瓦斯（東京ガス）
  - 東京ガスネットワーク
- 大阪瓦斯（大阪ガス）
  - 大阪ガスネットワーク
- 東邦瓦斯（東邦ガス）
  - 東邦ガスネットワーク
- 西部瓦斯（西部ガス）

### 電気通信事業者
- NTTグループ
  - NTT
  - NTT東日本
  - NTT西日本
  - NTTドコモ
  - NTTドコモビジネス
- NTT以外
  - KDDI
  - ソフトバンク

### 運送事業者

#### 国内旅客船事業者
- オーシャントランス
- フェリーさんふらわあ
- 名門大洋フェリー
- 商船三井フェリー
- 新日本海フェリー
- 太平洋フェリー
- 阪九フェリー
- マルエーフェリー
- 宮崎カーフェリー

#### バス事業者
- JRバス
  - ジェイ・アール北海道バス
  - ジェイアールバス東北
  - ジェイアールバス関東
  - ジェイアール東海バス
  - 西日本ジェイアールバス
  - JRバス中国
  - ジェイアール四国バス
  - JR九州バス
- 小田急グループ
  - 小田急バス
  - 神奈川中央交通
- 近鉄グループ
  - 名阪近鉄バス
  - 近鉄バス
  - 三重交通
- その他バス事業者
  - 京王電鉄バス
  - 京成バス
  - 京浜急行バス
  - 国際興業
  - 西武バス
  - 東急バス
  - 東武バスセントラル
  - 東都観光バス
  - 日本交通 (大阪府)
  - 京阪バス
  - 阪急バス
  - 南海バス

#### 航空事業者
- 日本航空
  - 日本トランスオーシャン航空
- 全日本空輸
  - ANAウイングス
- AIRDO
- スカイマーク
- ソラシドエア
- スターフライヤー

#### 鉄道事業者
JRグループ
- 北海道旅客鉄道（JR北海道）
- 東日本旅客鉄道（JR東日本）
- 東海旅客鉄道（JR東海）
- 西日本旅客鉄道（JR西日本）
- 四国旅客鉄道（JR四国）
- 九州旅客鉄道（JR九州）
- 日本貨物鉄道（JR貨物）

大手私鉄16社
- 小田急電鉄（小田急）
- 京王電鉄（京王）
- 京成電鉄（京成）
- 京浜急行電鉄（京急）
- 西武鉄道（西武）
- 東急電鉄（東急）
- 東武鉄道（東武）
- 相模鉄道（相鉄）
- 東京地下鉄（東京メトロ）
- 名古屋鉄道（名鉄）
- 近畿日本鉄道（近鉄）
- 南海電気鉄道（南海）
- 阪神電気鉄道（阪神）
- 阪急電鉄（阪急）
- 京阪電気鉄道（京阪）
- 西日本鉄道（西鉄）

#### 内航海運業者
- 井本商運
- 川崎近海汽船
- 近海郵船物流
- 栗林商船
- 琉球海運

#### トラック事業者
- 佐川急便
- 西濃運輸
- 日本通運
- 福山通運
- ヤマト運輸

### 放送事業者
公共放送局
- 日本放送協会（NHK）

民放各局（広域放送）
- テレビ
  - 日本テレビ放送網（NTV）
  - TBSテレビ（TBS）
  - フジテレビジョン（CX）
  - テレビ朝日（EX）
  - テレビ東京（TX）
  - CBCテレビ（CBC）
  - 東海テレビ放送（THK）
  - 名古屋テレビ放送（NBN）
  - 中京テレビ放送（CTV）
  - 毎日放送（MBS）
  - 朝日放送テレビ（ABC）
  - 関西テレビ放送（KTV）
  - 読売テレビ放送（YTV）
- ラジオ
  - TBSラジオ
  - 文化放送
  - ニッポン放送
  - CBCラジオ
  - 東海ラジオ放送
  - ラジオ大阪（OBC）
  - 朝日放送ラジオ（ABCラジオ）
  - 日経ラジオ社（ラジオNIKKEI）

### その他
- 日本銀行

## 存立危機事態に関する言及

### 攻撃者
存立危機事態の要件中の「武力攻撃」について、第189回国会での質問への答弁として内閣は以下のようにしている。
「我が国と密接な関係にある他国に対する武力攻撃」とは、一般に、我が国と密接な関係にある他国に対する組織的計画的な武力の行使をいうと考えており、一般に、国家以外の主体による攻撃であってもこれに該当する場合があると考えている

### 攻撃対象
存立危機事態の要件中の「我が国と密接な関係にある他国」について、第189回国会での質問への答弁として内閣は以下のようにしている。
一般に、外部からの武力攻撃に対し、共通の危険として対処しようという共通の関心を持ち、我が国と共同して対処しようとする意思を表明する国を指すものと考えており、我が国が外交関係を有していない国も含まれ得る

### 具体的な国家名を含んだ言及
日本時間2021年7月5日、当時副総理兼財務大臣の麻生太郎は公の場で、「台湾で大きな問題が起きると、間違いなく存立危機事態に関係してくると言っても全くおかしくない。日米で一緒に台湾を防衛しなければならない」と発言した。NHKの本件にかかるインターネット報道記事では、この発言は中華人民共和国が台湾への圧力を強めていることを踏まえた発言だとの解釈が付されている。